# 6316 Méndez
A 6316 Méndez (ideiglenes jelölés 1990 TL6) a Naprendszer kisbolygóövében található aszteroida. Robert H. McNaught fedezte fel 1990. október 9-én.